# Movila Miresii
Movila Miresii è un comune della Romania di 4 350 abitanti, ubicato nel distretto di Brăila, nella regione storica della Muntenia.
Il comune è formato dall'unione di 3 villaggi: Esna, Movila Miresii, Țepeș Vodă.